# Ianthocincla
Az Ianthocincla osztályának verébalakúak (Passeriformes) rendjébe és a  Leiothrichidae családjába tartozó nem. Egyes szervezetek a Garrulax nembe sorolják ezeket a fajokat is.

## Rendszerezésük
A nemet John Gould angol ornitológus írta le 1835-ben, jelenleg az alábbi fajok tartoznak ide:
- hófehérarcú álszajkó (Ianthocincla sukatschewi[1] vagy Garrulax sukatschewi)[2]
- bajszos álszajkó (Ianthocincla cineracea[1] vagy Garrulax cineraceus)[2]
- vörösállú álszajkó (Ianthocincla rufogularis[1] vagy Garrulax rufogularis)[2]
- barnafülű álszajkó (Ianthocincla konkakinhensis[1] vagy Garrulax konkakinhensis)[2]
- pávaszemes álszajkó (Ianthocincla ocellata[1] vagy Garrulax ocellatus)[2]
- óriás álszajkó (Ianthocincla maxima[1] vagy Garrulax maximus)[2]
- fehérpettyes álszajkó (Ianthocincla bieti[1] vagy Garrulax bieti)[2]
- rácsos álszajkó (Ianthocincla lunulatus[1] vagy Garrulax lunulata)[2]

## Előfordulásuk
Dél- és Délkelet-Ázsiában honosak. Természetes élőhelyeik az erdők és cserjések. Állandó, nem vonuló fajok.

## Megjelenésük
Testhosszuk 21–35,5 centiméter.

## Életmódjuk
Gerinctelenekkel és növényi anyagokkal táplálkoznak.